# چارلز ئی. دانیل
چارلز ئی. دانیل (به انگلیسی: Charles Ezra Daniel) سناتور سابق عضو حزب دموکرات ایالات متحده آمریکا بود. وی در سال ۱۹۵۴ میلادی سناتور ایالت کارولینای جنوبی در سنای ایالات متحده آمریکا بود.